# Hugo Wolf
Hugo Wolf (Windischgraz (avui Slovenj Gradec), 13 de març de 1860 - Viena, 22 de febrer de 1903), compositor austríac d'origen eslovè, que va destacar per les seues cançons (Lieder), a les que va imprimir una intensitat expressiva que va ser única en el darrer romanticisme musical. Ha estat comparat als integrants de la Segona Escola de Viena per la seua concisió, encara que va emprar una tècnica molt allunyada d'aquells.
Tot i gaudir d'explosions d'extraordinària creativitat, particularment en els anys 1888 i 1889, sovint els atacs depressius van interrompre la seua activitat. La seua última obra data del 1898, uns anys abans de morir de sífilis.

## Biografia

### Primers anys (1860 – 1887)
Wolf va nàixer a Windischgraz (avui Slovenj Gradec), part d'un enclavament de llengua alemanya situat a Eslovènia, de mare eslovena (Katherina Orehovnik) i pare germànic (Philipp Wolf). La seua família s'anomenava originàriament 'Vouks', però van canviar el cognom a la forma alemanya 'Wolf'. Es considera Hugo Wolf com a austríac atès que va rebutjar els seus orígens i va passar la major part de la seua vida a Viena, esdevenint un representant destacat de les noves tendències germàniques en el camp del Lied, unint l'expressivitat, el cromatisme, i les innovacions dramàtico-musicals de Richard Wagner.
Infant prodigi, Wolf va començar a estudiar violí i piano amb son pare a l'edat de quatre anys, i després va estudiar solfeig i piano a l'escola primària amb Sebastian Weixler. Les disciplines no musicals no eren del seu interès i va ser expulsat de l'escola secundària, que considerava "completament inadequada", a banda de les seues dificultats amb els estudis obligatoris de llatí i els problemes amb un professor que va fer certs comentaris sobre la seua "condemnada música". Va inscriure's al Conservatori de Viena malgrat el desacord de son pare que hauria desitjat que el seu fill no es dedicara a la música, però de nou va ser expulsat per faltes de disciplina arran de les protestes del frustrat i sempre revolucionari Wolf a propòsit del conservadorisme de la institució.
Després de vuit mesos amb la seua família, va tornar a Viena i als seus estudis musicals. Encara que el seu feréstec temperament no era l'ideal per als estudis, els seus dots musicals i el seu encís personal van atraure l'atenció i el mecenatge. El suport dels benefactors va permetre que es dediqués a la composició, trobant la inspiració en la relació amorosa amb una dama pertanyent a una de les famílies que li donaven suport com a mecenes. Vally Franck va ser el primer amor de Wolf, amb la que va mantenir una relació de tres anys. Durant aquesta relació la maduresa del seu estil es va fer evident en els seus Lieder. Wolf era propens a la depressió nerviosa i als canvis sobtats d'humor, que el van afectar tota la seua vida. Quan Vally Franck el va abandonar, just abans del seu 21 aniversari, Wolf va desanimar-se i tornà a casa dels seus pares, on aviat les relacions amb la seua família van deteriorar-se. Son pare tenia l'opinió que el jove Wolf era incapaç de treballar amb constància i aplicació sobre un objectiu profitós. La breu temporada que el jove va passar com a segon Kapellmeister a Salzburg només va servir per reforçar aquesta opinió; Wolf no posseïa ni el temperament, ni la tècnica ni l'afinitat per enfrontar-se a un repertori antiquat (no wagnerià) per a obtenir-hi èxit, i en el termini d'un any va retornar a Viena, on va reprendre l'aprenentatge musical en el punt en què l'havia deixat.
La mort de Wagner va afectar profundament el jove compositor. La cançó "Zur Ruh, zur Ruh" en va ser composta poc després i és considerada com la millor de les seues obres de joventut; hom especula que es tracta d'una elegia a Wagner. Els anys següents, Wolf es va mostrar sovint desconfiat sobre el seu propi futur, en un món en el qual el seu ídol havia desaparegut, deixant importants reptes a enfrontar i poques indicacions de com fer-ho. Es va mostrar sovint excessivament temperamental, enfrontant-se a amics i protectors, tot i que el seu encís personal - més enllà que les accions - el va ajudar no poques vegades a retenir-los. Mentrestant, les seues cançons havien cridat l'atenció de Franz Liszt, a qui respectava molt, i qui com els precedents mentors de Wolf, el va encoratjar a conrear formes més ambicioses; consell que Wolf va acceptar, component el poema simfònic Penthesilea. L'activitat de Wolf com a crític musical va començar a augmentar; es va mostrar despietat amb les obres que considerava inferiors (particularment considerava odiós Anton Rubinstein) i exaltat en el seu suport al geni de Liszt, Schubert, i Chopin. Conegut com el "Wild Wolf" (Llop salvatge) per la intensitat i vehemència en l'expressió de les seues conviccions, el seu estil vitriòlic li va fer guanyar-se alguns enemics. No va compondre massa durant aquest temps, i el que va compondre no va ser gaire interpretat: el Quartet Rosé mai no va decidir-se a interpretar cap obra seua després d'haver rebut crítiques negatives del músic, i en la seua estrena, Penthesilea va ser executat amb indiferència per una orquestra amoïnada amb l'home que s'havia atrevit a criticar Brahms.
El 1887 va abandonar la seua activitat com a crític i va començar a compondre més. Potser no conscientment, les primeres cançons produïdes després del seu lapse compositiu, van ser sobre els textos de Goethe, Eichendorff, i von Scheffel que parlen sobre el tema de la resolució i la força per enfrontar-se amb l'adversitat. Poc després, Wolf va completar la Italienische Serenade, que hom considera una de les seues primeres obres de maduresa, quan el seu estil estava completament definit. Només una setmana després de la seua estrena, el pare de Wolf va morir, deixant el compositor completament enfonsat, sumint-lo en un altre període d'inactivitat que duraria un any.

### Maduresa (1888 – 1896)
1888 i 1889 van ser els anys més productius de Wolf, i un punt d'inflexió en la seua carrera. Després de la publicació d'una dotzena de cançons l'any precedent, Wolf va prendre la decisió de reprendre la composició i va instal·lar-se a la casa d'esplai dels Werner - família que Wolf coneixia des d'infant - a Perchtoldsdorf (a curta distància en ferrocarril des de Viena), amb l'objectiu d'aïllar-se i de treballar en soledat. Ací va compondre els Lieder sobre poemes de Mörike, en una pau acollidora. Després d'una curta interrupció, va canviar de casa, aquesta vegada a la casa d'esplai dels Eckstein, on va compondre els Lieder sobre textos de Eichendorff i després els 51 lieder sobre Goethe, que van veure la lum el 1889. Després d'unes vacances d'estiu, va compondre l'Spanisches Liederbuch (Llibre de cançons espanyoles) l'octubre 1889, però en lloc de composicions coloristes d'aroma espanyol, tan de moda en aquell temps, Wolf es va basar en poemes d'autors espanyols sovint oblidats per altres compositors.
El mateix Wolf va adonar-se del mèrit d'aquestes composicions immediatament, comunicant als seus amics que aquestes eren les millors obres que mai havia produït (va ser amb l'ajuda de diversos d'aquests amics com les obres van ser publicades). També aleshores, Wolf va aconseguir el reconeixement fora de Viena. El tenor Ferdinand Jäger, a qui Wolf havia escoltat en Parsifal durant les seues breus vacances d'estiu, va assistir a una de les primeres interpretacions dels Lieder sobre Mörike i ràpidament va esdevenir un defensor de l'obra de Wolf, donant un concert amb obres de Wolf i Beethoven el desembre de 1888. Les obres de Wolf van ser lloades a la premsa i les revistes, fins i tot al Münchener allgemeine Zeitung, un dels diaris en alemany més llegits. Per descomptat que les crítiques mai no van ser positives; els partidaris de Brahms, encara ofesos per les despietades crítiques de Wolf, li van retornar el favor. El biògraf de Brahms, Max Kalbeck, va ridiculitzar Wolf per la seua pretesa immaduresa compositiva i les tonalitats estranyes que emprava; altre compositor va rebutjar compartir programa amb Wolf, mentre que Amalie Materna, una cantant wagneriana, va haver de cancel·lar un recital d'obres de Wolf sota l'amenaça de ser inclosa en la llista negra per part dels crítics.
Poques més obres van ser concloses abans del 1891, any en què la salut física i mental de Wolf va patir un empitjorament; l'esgotament provocat per la intensa activitat dels anys precedents unida als efectes de la sífilis i al seu temperament depressiu, van causar una aturada creativa que s'allargaria durant uns anys. Diversos concerts a Alemanya i Àustria van anar cimentant una fama creixent; fins i tot Brahms i els crítics que abans l'havien atacat, van començar a emetre bones crítiques. Malgrat tot, Wolf, estava enfonsat en una depressió que li impedia dedicar-se a la composició, el que encara l'enfonsava més. Va orquestrar obres anteriors, però no en va compondre cap de nova, ni tan sols l'òpera que s'havia fixat com a objectiu, convençut que la grandesa dels músics es mesurava per l'ambició de les seues obres.
Wolf havia rebutjat el llibret Der Corregidor quan li va ser proposat el 1890, però la seua determinació de compondre una òpera va fer que tancara els ulls davant els seus defectes en una segona lectura. Basat en El sombrero de tres picos, de Pedro Antonio de Alarcón, la història, d'un humor àcid, sobre un triangle amorós, podia fer que Wolf s'hi identificara: havia estat enamorat de Melanie Köchert, esposa del seu amic Heinrich Köchert, durant uns anys. (Hom especula que el seu romanç va començar a les primeries de 1884, quan Wolf va acompanyar els Köchert de vacances; però tot i que Heinrich va descobrir l'afer el 1893 va romandre com a mecenes de Wolf i no es va separar de Melanie.) L'òpera va ser composta en nou mesos i inicialment va recollir un bon èxit, però la música de Wolf no compensava la feblesa del text, i va caure en l'oblit, sense que ara per ara s'haja pogut reviscolar-la amb èxit.

### Els últims anys (1897 – 1903)

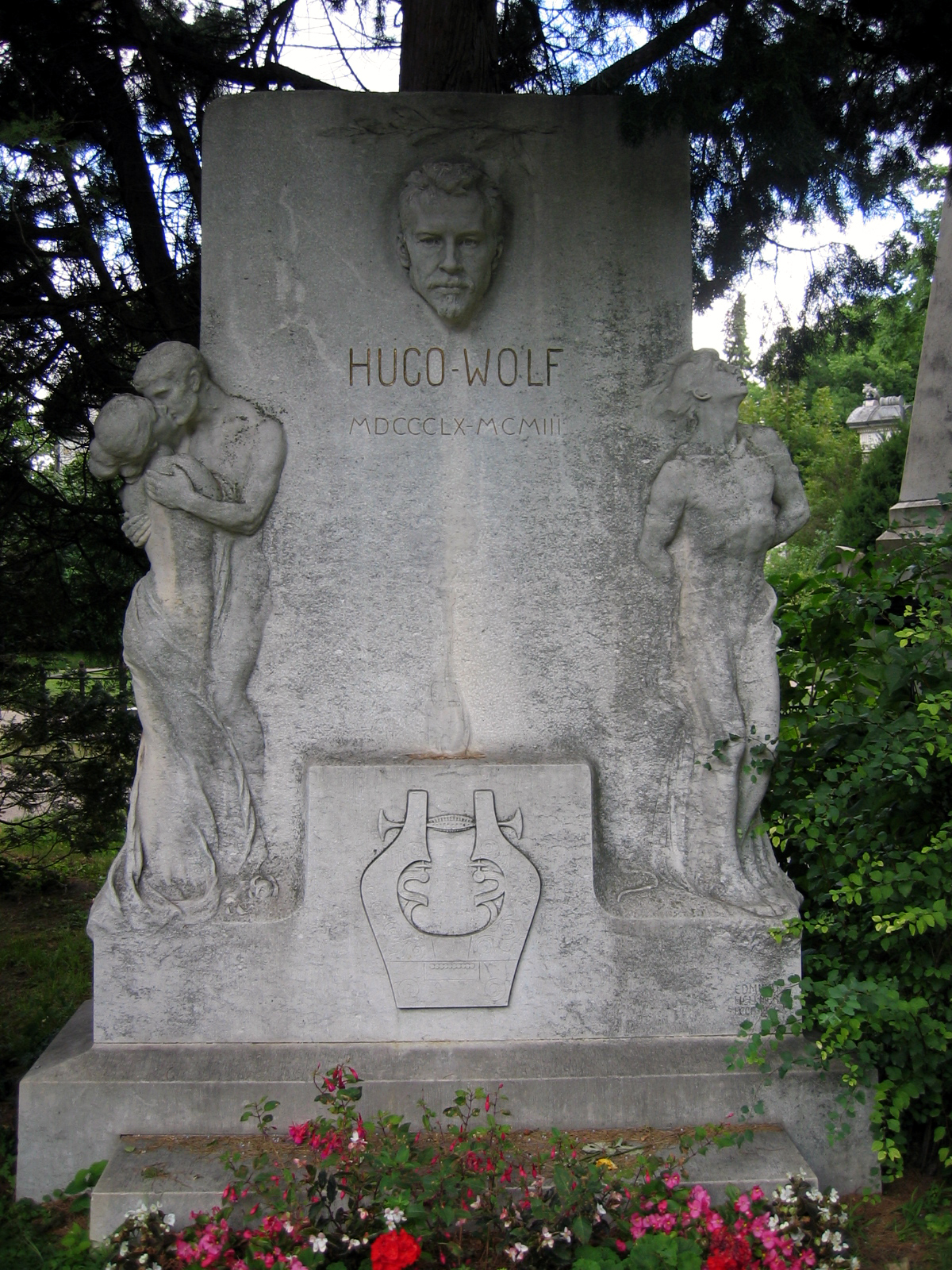
Tomba d'Hugo Wolf al Zentralfriedhof de Viena

La darrera aparició de Wolf en concert, de la mà del seu primerenc defensor Jäger, va ser en febrer de 1897. Poc després Wolf va caure en la bogeria sifilítica, amb només breus episodis de recuperació. Va deixar sis pàgines d'una òpera inacabada, Manuel Venegas, el 1897, en un desesperat intent de concloure-la abans de perdre definitivament les facultats mentals. A mitjans del 1899 ja no va ser capaç d'escriure més música, i va intentar ofegar-se, sent immediatament internat en un asil de Viena per la seua pròpia i insistent voluntat. Melanie el va visitar fidelment durant del seu declivi, fins a la seua mort el 22 de febrer de 1903 amb 42 anys; això no obstant, la seua falta de fidelitat al seu espòs la va torturar tota la vida, i va acabar suïcidant-se el 1906.
Wolf està soterrat al Zentralfriedhof (Cementeri Central) de Viena, al costat d'altres notables compositors.

## Música
La major influència sobre la música de Wolf la va exercir Richard Wagner, qui en una entrevista amb Wolf en la seua primera temporada al Conservatori de Viena, el va encoratjar a persistir en la composició i a atrevir-se amb obres de major escala, fonamentant així el desig de Wolf d'emular al seu ídol. Però Wolf va anar més enllà en la seua emulació de Wagner: com aquest es va fer vegetarià, encara que només va persistir-hi 18 mesos. La seua antipatia vers Johannes Brahms es va nodrir parcialment per la seua devoció a Wagner, i parcialment per la incomprensió mútua i el xoc de personalitats més aviat que per una malvolença vers la música d'aquell.
La fama de Wolf es fonamenta en els seus lieder; el seu temperament i capacitats el van portar a aconseguir-ne formes més íntimes i personals. Tot i estar convençut que el conreu de formes més ambicioses era la marca de genialitat d'un compositor (una creença que els seus mentors van recolzar), la petita escala de les cançons va proporcionar-li una excel·lent base per a desenvolupar les seues capacitats compositives, fins a esdevenir la seua principal fortalesa. Els lieder de Wolf es destaquen per la concentració de la idea musical i per la profunditat emocional; la seua capacitat d'interpretar i expressar els textos a través de la música s'adequa totalment als requeriments del lied. Encara que Wolf va estar obsedit que compondre només obres curtes era condemnar-se a un segon rang entre els compositors, la seua organització de les col·leccions de poemes en cicles dramàtics complets, trobant connexions entre els diversos textos no al·ludides explícitament pel poeta, així com la seua concepció de les cançons com a obres dramàtiques en miniatura, fan d'ell un dramaturg de talent, a despit de no haver compost més que una òpera sencera, i sense massa èxit.
A l'inici de la seua carrera, i més exactament en el període de la seua relació amb Wally Franck, els models de Wolf van ser els lieder de Franz Schubert i Robert Schumann. De fet, les seues obres d'aquest període es poden considerar unes bones imitacions. S'ha especulat que l'elecció dels textos per als lieder en els primers anys, en part sobre temes com l'angoixa i el pecat, es va veure influïda per la contracció de la sífilis. El seu amor per Wally, no totalment aconseguit, va ser el pare intel·lectual dels Wesendonck lieder: apassionades obres sobre poemes de Nikolaus Lenau. Altres obres posteriors es van distanciar estilísticament d'aquests; a la recerca d'un caràcter més optimista i fins i tot humorístic. Penthesilea també és una obra tempestuosa i colorista; encara que Wolf admirava Listz, qui l'havia encoratjat a acabar aquesta obra, trobava la música del mestre hongarès massa eixuta i acadèmica i òrfena de color i passió.
El 1888, amb les col·leccions de lieder sobre Mörike, Eichendorff i Goethe, Wolf va trobar el seu estil personal. Particularment, els lieder sobre Mörike van permetre l'eclosió de les capacitats creadores de Wolf; la varietat de temes satisfeia la tasca d'adaptació musical del text empresa per Wolf, el seu humor negre coincidia amb el mateix sentit de l'humor del compositor i el missatge i les imatges poètiques exigien la recerca de tècniques compositives variades que permeteren el propòsit de retratar musicalment cadascun dels poemes. En les seues darreres obres es va fixar menys en el text, i les idees musicals pures van esdevenir preponderants: els darrers lieder Espanyols i Italians reflecteixen aquesta tendència vers la música absoluta.
Wolf va compondre centenars de Lieder, tres òperes, música incidental i coral, així com algunes obres orquestrals (poc conegudes i interpretades), música de cambra i obres per a piano. La peça instrumental més coneguda és la Serenata Italiana (1887), composta originalment per a quartet de corda i després transcrita per a orquestra, i que marca l'inici del seu estil personal.
Wolf és cèlebre pel seu ús de la tonalitat per a reforçar el significat. L'ús de dues tonalitats per a la descripció musical de l'ambigüitat i el conflicte ha esdevingut una marca inconfusible del seu estil, resolent aquesta confrontació de tonalitats en el punt exacte de la cançó que ho requeria per a fer palès el significat del text. Els textos que va seleccionar, estan sovint farcits d'angoixa i d'incapacitat per trobar una eixida, i aquest ús de la tonalitat s'hi adapta perfectament. L'ús de cadències enganyoses, del cromatisme, de la dissonància, sostenen la tensió psicològica dels seus lieder. L'estructura formal és també molt particular, Wolf defuig les estructures estròfiques, bastint la composició al voltant de l'estructura del text.

## Obres principals

### Òpera
- Der Corregidor (1896)

### Lieder
- Mörike-Lieder (1888)
- Eichendorff-Lieder (1889)
- Goethe-Lieder (1890)
- Spanisches Liederbuch (1891)
- Italienisches Liederbuch (1892, 1896)

### Instrumental
- Quartet de corda en re menor (1878-84)
- Penthesilea (1883-85)
- Serenata Italiana (1887)